# Château de la Rochelle
Pour l’article homonyme, voir Château de La Rochelle.
Pour les articles homonymes, voir Rochelle (homonymie).
Le château de la Rochelle est un édifice situé sur le territoire de la commune de Valdallière dans le département français du Calvados.

## Localisation
Le monument est situé dans le département français du Calvados, à Valdallière, dans l'ancienne commune de Bernières-le-Patry, lieudit la Rochelle.

## Historique
Bernières-le-Patry possédait un château détruit peu après la Révolution française.
Le château actuel est construit dans la première moitié du XIXe siècle pour Louis-Philippe Dumont de la Rochelle, député du Calvados à la Convention nationale.
Des travaux sont réalisés dans la suite du même siècle, des extensions dont une tour et une rénovation intérieure. Le domaine est pourvu d'un parc à l'anglaise.
L'édifice fait l'objet d'une inscription comme monument historique par arrêté du 24 août 2005 : façades et toitures du logis, le vestibule sur les deux niveaux, et certaines pièces du rez-de-chaussée (salle à manger, salle de billard, salon blanc, cabinet arabe).

## Architecture
Le château est construit en style néo-classique.